# Томское реальное училище

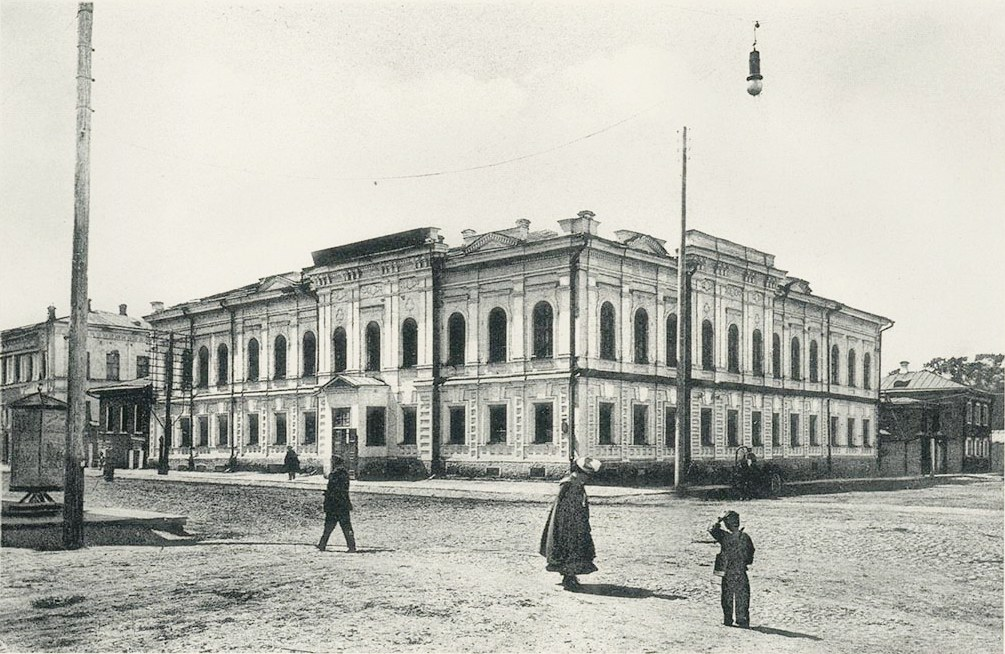
Вид Алексеевского реального училища в начале XX века

Томское (Алексеевское) реальное училище — 6-классное среднее учебное заведение в городе Томске. Ныне не действует.

## История
Первое на территории Западной Сибири реальное училище. Открыто 21 августа 1877 года. Городская дума выделила для училища уже существующее двухэтажное здание на углу Магистратской (ныне — Р. Люксембург, д. 8) улицы и Тецковского (ныне — Кооперативного) переулка. Для ремонта здания были использованы средства томского золотопромышленника З. М. Цибульского (15000 р.), ставшего почётным попечителем училища. Училище содержалось на средства правительства (18180 р. ежегодно) и городской думы (8000 р. ежегодно).
12 сентября 1877 года решением Томской городской думы стало именоваться Алексеевским в память посещения в июле 1873 года Томска великим князем Алексеем Александровичем. 
Первым директором училища стал Гавриил Константинович Тюменцев, занимавший свой пост в течение 30 лет.
С крыши училища в 1887 году фотографировал город проезжавший через Томск радиотехник А. С. Попов.
В 1920 году училище было преобразовано в трудовую школу 2-й ступени.
В 1922 году в здании был размещён Томский строительный техникум, ТСТ (ныне — Томский коммунально-строительный техникум, расположенный в новом здании), затем дорожное отделение ТСТ в данном здании в 1930 году будет реорганизовано в отдельный Томский дорожный техникум (ныне — Томский колледж гражданского транспорта, расположенный в новом здании). Со второй половины XX века, после переезда техникума в другое место, в здании стали располагаться административные учреждения. Ныне здание, находящееся в муниципальной собственности, пустует.

## Известные выпускники
- Александр Гусев (1899)
- Казимир Зеленевский (1905)
- Моисей Маломет (1889)
- Сергей Обручев
- Борис Оржих (1881)
- Андрей Шиловский (1906)
- Иннокентий Шишарин (1903)

## Известные преподаватели
- Иоганзен, Герман Эдуардович (с 1893 года)
- Кошаров, Павел Михайлович (рисование, 1877—1893)